# Parrasia

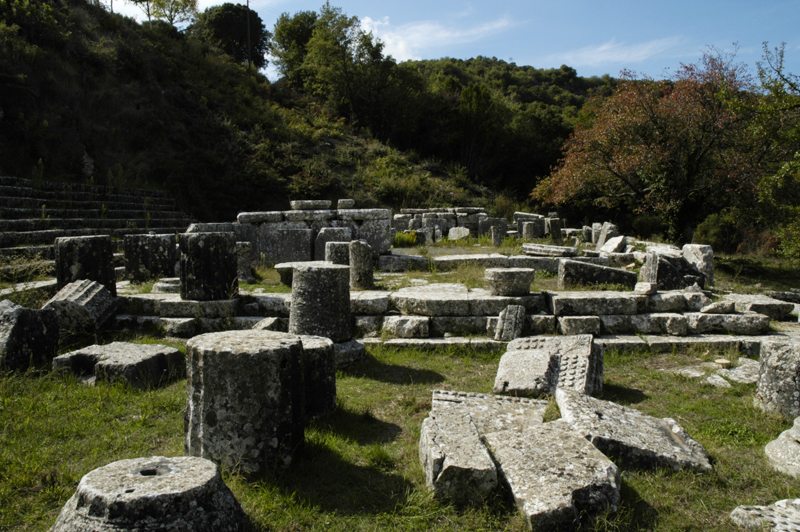
Ruinas del templo de la diosa Despena en la ciudad parrasia de Licosura.

Parrasia (en griego antiguo: Παρρασία) fue una comarca y una tribu del suroeste de Arcadia, en Grecia.
Geográficamente limitaba con el territorio de Megalópolis y el río Alfeo al este, Mesenia y el monte Tetrazi al suroeste y el monte Liceo al oeste —donde se hallaba un santuario de Apolo Parrasio— aunque esos límites son difíciles de precisar.
La ninfa de Artemisa, Calisto, a quién la diosa Hera transformó en osa y luego Zeus transformó en la constelación de la Osa Mayor, se dice que venía de Parrasia.

## Historia
Según la tradición, Parrasio, hijo de Licaón o de Pelasgo, le dio el nombre. Es mencionada por Homero en el Catálogo de las naves de la Ilíada. Estrabón menciona a los parrasios junto a los azanes entre los pueblos más antiguos.
Los parrasios apoyaron a los mesenios en la segunda guerra mesenia, ya que cuando estos fueron derrotados por los espartanos, les esperaron en las laderas del monte Liceo y les ofrecieron hospitalidad y la posibilidad de repartirse entre sus ciudades. Durante la guerra del Peloponeso, en el 421 a. C., los espartanos devastaron Parrasia, que entonces estaba bajo el control de Mantinea, y declararon la independencia de los parrasios.
Posteriormente los parrasios participaron en la fundación de Megalópolis en el año 370 a. C. Pausanias cita a los parrasios Posícrates y Teóxeno entre los fundadores, y a las ciudades parrasias de Acacesio, Licosura, Tocnia, Trapezunte, Proses, Macareas, Dáseas y Acontio como participantes en la mencionada fundación. Otra ciudad o aldea parrasia que nombra es Tisoa.
También se mencionan dos vencedores de los Juegos Olímpicos de la Antigüedad procedentes de Parrasia.